# Out of Our Heads
Out of Our Heads är ett album av den brittiska rockgruppen The Rolling Stones, utgivet i augusti 1965 i USA och i september samma år i en brittisk version. Skillnaderna på utgåvorna var ganska stora. På den brittiska versionen fanns till exempel inte " Satisfaction" och "The Last Time" med. 
Albumet innebar gruppens stora genombrott. Det markerade också en vändning i gruppens musik. På tidigare album hade man gjort låtar som gick direkt till rötterna på R&Bn och bluesen. Här hade man bland annat satt gitarrerna mer i fokus. Skivan gjorde gruppen till superstjärnor och med "Satisfaction" kom de att starkt markera sitt sound och sin image.
Albumet blev tvåa på albumlistan i Storbritannien och etta i USA.

## Låtlista
Alla låtar är skrivna av Mick Jagger och Keith Richards om inget annat namn anges.

### Den amerikanska versionen

#### Sida 1
1. "Mercy, Mercy" (Don Covay/Ronald Dean Miller) - 2:45
2. "Hitch Hike" (Marvin Gaye/Clarence Paul/William Stevenson) - 2:22
3. "The Last Time" - 3:35
4. "That's How Strong My Love Is" (Roosevelt Jamison) - 2:23
5. "Good Times" (Sam Cooke) - 1:57
6. "I'm Alright" - 2:21

#### Sida 2
1. "(I Can't Get No) Satisfaction" - 3:45
2. "Cry to Me" (Bert Russell) - 3:08
3. "The Under Assistant West Coast Promotion Man" (Nanker Phelge) - 3:10
4. "Play With Fire" - 2:15
5. "The Spider and the Fly" - 3:30
6. "One More Try" - 1:58

### Den brittiska versionen

#### Sida 1
1. "She Said Yeah" (Sonny Christy/Roddy Jackson) - 1:35
2. "Mercy Mercy" (Don Covay/Ronald Dean Miller) - 2:46
3. "Hitch Hike" (Marvin Gaye/Clarence Paul/William Stevenson) - 2:26
4. "That's How Strong My Love Is" (Roosevelt Jamison) - 2:25
5. "Good Times" (Sam Cooke) - 1:59
6. "Gotta Get Away" - 2:07

#### Sida 2
1. "Talkin' 'Bout You" (Chuck Berry) - 2:32
2. "Cry to Me" (Bert Russell) - 3:10
3. "Oh Baby (We Got a Good Thing Going)" (Gonzales Ozen) - 2:09
4. "Heart of Stone" - 2:51
5. "Under Assistant West Coast Promotion Man" (Nanker Phelge) - 3:07
6. "I'm Free" (Mick Jagger/Keith Richards) - 2:23